# Guglielmo Glovi
Guglielmo Glovi (Bagnoli, 24 settembre 1914 – ...) è stato un calciatore italiano, di ruolo centrocampista.

## Carriera
Mezzala, disputò quattro campionati in Serie A con la maglia del Napoli dal 1934 al 1938, collezionando 38 presenze e 4 reti. Nel resto della carriera militò tra le file della Bagnolese.